# Edward Stransham
Pour les articles homonymes, voir Stransham.
Edward Stransham, né en 1554 à Oxford et mort le 21 janvier 1586 à Tyburn, Londres en Angleterre, est un prêtre catholique anglais, accusé de trahison et exécuté. 

## Biographie
Probablément issu d'une famille restée fidèle à l'Église catholique après des études au collège St John d'Oxford il se rend sercrètement pour le continent avec le projet de devenir prêtre. Inscrit au collège anglais de Douai en 1577 il poursuit sa formation à Rheims mais doit l'interrompre du fait de sa maladie. Il est tuberculeux. Il rentre alors en Angleterre pour se faire soigner. En 1579 il est de retour à Rheims. Il est finalement ordonné prêtre à Soissons en 1580. Il retourne en Angleterre accompagné d'un autre prêtre Nicholas Woodfen lui aussi futur martyre et exerce dans sa région natale d'Oxford. Son apostolat semble porter du fruit. Il revient en France à Rheims en 1583 accompagnés de 12 candidats à la prêtrise. Malade il doit se soigner, ce qu'il fait à Paris. De retour dans son pays il est finalement capturé à Londres en 1585. Reconnu coupable de trahison pour avoir été ordonné prêtre sur le continent il subit le supplice réservé aux traîtres à savoir pendaison, éviscération et écartèlement.

## Vénération
Reconnu comme un martyr catholique, il est béatifié en 1929 par le pape Pie XI. Figurant dans la liste des martyrs de Douai et des Cent sept martyrs d'Angleterre et du pays de Galles il est vénéré par l'Église catholique le 21 janvier.